# New York-dialekt
 Denne artikel bør gennemlæses af en person med fagkendskab for at sikre den faglige korrekthed.

New York har et meget karakteristisk sprog, kaldet New York-dialekten, kendt som brooklynese eller newyorkese. Dialekten opfattes ofte som en af de mest genkendelige i amerikansk-engelsk sprog. Den klassiske version af denne dialekt er koncentreret i middel- og arbejderklassen af europæisk afstamning, og indflydelsen fra ikke-europæiske immigranter i de senere årtier har ledt til ændringer i denne karakteristiske dialekt. Når de udtaler deres ord, er deres "r'er" ikke så tydelige. 